# Peter Pieters
Peter Pieters, nascido em 2 de fevereiro de 1962, é um ex-ciclista holandês, que foi ativo durante as décadas de 80 e 90 do século XX.
Na pista, competiu nos Jogos Olímpicos de Atlanta 1996, na perseguição por equipes de 4 km e na corrida por pontos, e conquistou uma medalha de bronze na corrida por pontos do Campeonato Mundial de 1991.
Na estrada, venceu o Delta Profronde (1988), Paris-Tours (1988), Profronde van Almelo (1990) e Ronde van de Haarlemmermeer (1996), assim como as etapas individuais do Tour de Olympia (1983), Volta a Burgos (1984), Três Dias de Flandres Ocidental (1984), Volta a Múrcia (1985), Volta à Bélgica (1988) e Volta à Suíça (1992).
Após de se aposentar das competições, trabalhou como treinador de ciclismo, em particular com a equipe nacional belga.
O irmão de Pieters, Sjaak e filha Amy também são ciclistas olímpicos.